# Ingoldmells
Ingoldmells – wieś w Anglii, w hrabstwie Lincolnshire, w dystrykcie East Lindsey. Leży 59 km na wschód od Lincoln i 189 km na północ od Londynu.
Znana jest m.in. z wesołego miasteczka Fantasy Island.